# Iram Haq
Iram Haq (Oslo, Noruega, 1976) es una actriz, guionista y directora de cine, conocida por sus largometrajes Jeg er din (2013) y El viaje de Nisha (2017).

## Biografía
Iram Haq, de nacionalidad noruego-pakistaní, estudió dirección de arte y cinematografía en la Escuela de Comunicación Westerdals de Oslo.
Haq trabajó durante muchos años como actriz, apareciendo en teatro, cine y televisión. También escribió y protagonizó el cortometraje Old Faithfull, que fue seleccionado para el concurso de cortometrajes en el Festival de Cine de Venecia de 2004. Hizo su debut como directora con el cortometraje Little Miss Eyeflap, que se estrenó en el Festival de Cine de Sundance en 2010.

## Trayectoria

### Jeg er din
Haq  debutó en el largometraje con Jeg er din, que se estrenó en el Festival Internacional de Cine de Toronto en 2013. La película cuenta la historia de una joven madre paquistaní que vive en Noruega y ha sido alabada por su naturalidad. La película fue seleccionada en primera instancia como representante noruego al Oscar a la mejor película de habla no inglesa.

### El viaje de Nisha
En 2017 estrenó El viaje de Nisha, una película dramática producida por Noruega, Suecia y Alemania. En una entrevista declaró que la cinta era autobiográfica, que había querido llevar a la pantalla el traumático secuestro al que la sometió su familia cuando tenía 14 años, con la intención de que no olvidara sus raíces culturales.